# 惊天危机
《白宮末日》（英語：White House Down）是一部于2013年6月28日上映的美國災難動作電影，由羅蘭·艾默瑞奇執導，由查寧·塔圖姆及傑米·福克斯主演。影片是關于美國白宮被恐怖分子占領，而一名普通的美國國會警察躲在白宮中偷偷將美國總統救出白宮的故事，而故事題材也與同年的電影《全面攻佔：倒數救援》類似。

## 劇情
美國總統詹姆斯·索耶上任後決定結束長久以來的中東戰爭，不但親自前往伊朗示好，並撤出所有部署在中東的美軍，此舉造成他備受世人爭議。前美軍約翰·凱爾當上美國國會警察，身兼眾議院議長伊萊·拉佛森的私人護衛，好不容易得到一次美國特勤局的面試機會，藉此帶女兒愛蜜莉一起蒞臨白宮來改善惡化的父女關係。由於凱爾的行為記錄過於狼藉，特勤局副局長卡蘿·菲妮提拒絕他的申請，失望的凱爾只能騙女兒說他已被錄取。正午時，美國國會大廈發生爆炸，白宮安全主任馬丁·沃克進行疏散時，將凱爾和愛蜜莉同行的白宮參觀團留在藍廳。但白宮中現身一群假扮音響工作團隊的雇傭兵，在領袖埃米爾·史坦茲的帶領下相繼攻佔白宮各處。愛蜜莉因爲去廁所而與約翰分開，發現狀況後躲藏在窗簾後方，並將史坦茲等人的面貌用手機拍下後上傳到Youtube。
史坦茲殺光所有護衛後，帶來停在外面的軍隊、武器和設備，將白宮其他人員與參觀團全員劫為人質，只有凱爾僥倖逃出去尋找愛蜜莉。索耶被沃克撤離至白宫地下的總統地堡，但沃克卻殺光在場的護衛挾持索耶，表明他共謀這場襲擊。碰巧經過地堡的凱爾開槍救出索耶，兩人躲在貨運電梯上方，而愛蜜莉這時剛好被看管人質的傭兵奇力克抓到，被一同關進藍廳裡。卡蘿、拉佛森等官員集體來到五角大廈指揮行動，沃克宣佈自己所為後敲詐四億贖金。索耶用他臥室床頭櫃裡的衛星電話聯繫五角大廈，讓卡蘿等人知悉內部消息。這時，愛蜜莉上傳的影像在各大新聞台放出，將史坦茲等人的面貌公諸於世。透過面部識別，眾人發現所有匪徒均被標記在總統威脅名單上，而史坦茲曾隸屬三角洲部隊，因被國家否認、在敵國遭囚禁兩年而對政府心生不滿。
凱爾護送索耶至地下室出口時，卻發現被敵人設置炸彈陷阱，兩人只能到車庫開美國總統座車至白宮庭院上繞圈子，身後還有史坦茲開著裝設迷你機槍的護衛吉普車追趕他們。當凱爾目睹愛蜜莉被挾持在陽台上時，專車被火箭炮打中落入游泳池中，兩人趁庭院氣罐爆炸之前躲入地下室。外界認為總統已死，身在空軍一號上的副總統艾文·哈蒙接任總統職位，派遣三架黑鷹直升機奪回白宮。直升機隊伍本透過低空飛行以避免偵測，但不巧被超速監視器拍下而使白宮收到警報。史坦茲緊急動用標槍導彈進行防禦，使直升機隊伍全軍覆沒，凱爾未能及時營救隊伍，跟史坦茲發生近身搏鬥後跳窗逃跑，但凱爾身上掉出參觀門票，讓史坦茲得知他和愛蜜莉是父女。卡蘿瞭解到沃克罹患無法治愈的腦瘤，發現他的目的並不是錢，同時懷疑沃克有內應，便暗中跟一名上尉調查在場所有人的通聯資料。
史坦茲的駭客史基普·泰勒破解地堡電腦系統，獲得權利遙控北美空防司令部的陸基中段防禦系統，發射一枚核彈擊毀空軍一號，使哈蒙副總統等官員集體葬身火海。拉佛森立即接任總統，為了避免敵方繼續肆意轟炸乃至引發第三次世界大戰，被迫派遣F-22戰機對白宮发動空襲。史坦茲將愛蜜莉帶至橢圓形辦公室脅迫凱爾投降，但索耶自行走出去以拯救愛蜜莉一命，沃克命令索耶打開核足球對伊朗實施核打擊，來為自己一年前在伊朗任務中陣亡的兒子討回公道。凱爾靠一幅描繪1814年英軍焚燒白宮的畫作想到辦法，開始縱火焚燒白宮二樓作為聲東擊西救出人質，唐尼用鐘砸死奇力克，協助凱爾帶領所有人質遠離白宮。凱爾與史坦茲在記者招待廳進行生死決鬥，而史坦茲被凱爾用一條手榴彈皮帶拴住，來不及解開而被炸成碎片。
沃克強行啟用核足球後槍擊索耶，設定完目標準備發動核打擊，凱爾及時開吉普車撞進辦公室，利用車上的迷你機槍及時殺死沃克。凱爾得知空襲來臨而讓女兒先逃跑，愛蜜莉扛起白宮裡的美國總統旗跑到草地上揮旗發信號，及時讓戰鬥機取消空襲。群眾跑到白宮廣場上將愛蜜莉譽為英雄並歡呼，索耶也因子彈被妻子贈予的林肯紀念懷錶擋下而清醒。這時，卡蘿得到調查結果，得知除沃克和史坦茲以外還有另一位共謀者，凱爾通過她秘密通話得知事情，走出白宮故意演戲謊稱總統已死，最後發現為沃克發送過全新核密碼的拉佛森是第三共謀者。
證據確鑿之下，索耶親自現身揭發拉佛森的真正目的是要透過發動戰爭而從中獲利，最後命令軍方將他以叛國罪收押。卡蘿感謝凱爾一天的英勇作為時，索耶搭上直升機去醫院前，將凱爾賜予特別特勤隊員一職，還得知他的協議已經被多國簽署。凱爾和受邀的愛蜜莉一起坐上直升機，去醫院前還體驗一下索耶專屬的私人環繞林肯紀念堂的特別遊覽。

## 角色
| 演員                          | 角色                          | 備註 |
| 查寧·坦圖 Channing Tatum      | 約翰·凱爾 John Cale           | 美國國會警察，曾經在阿富汗服過兵役，因爲行爲不檢被革除軍籍。喪失加入美國特勤局的資格後，反而在白宮襲擊裡成為拯救總統的孤身英雄。 |
| 傑米·福克斯 Jamie Foxx        | 詹姆斯·W·索耶 James W. Sawyer | 美國總統，有謀略，沒有軍事背景，宣揚和平主義，打算與中東與其他國家達成永久和平，造成他備受世人爭議。                             |
| 瑪姬·吉倫荷 Maggie Gyllenhaal | 卡蘿·菲妮提 Carol Finnerty    | 美國特勤局副局長，約翰的高中同學，負責特勤隊的調度工作，白宮被攻佔時因提前離開而逃過一劫，之後在五角大樓指揮行動。               |
| 傑森·克拉克 Jason Clarke      | 埃米爾·史坦茲 Emil Stenz      | 攻佔白宮的雇傭兵團領袖，前三角洲部隊戰士，臥底任務期間遭到國家否認，如今決定對棄他不管的人實施報復。                             |
| 理察·詹金斯 Richard Jenkins   | 伊萊·拉佛森 Eli Raphelson     | 美國眾議院議長，凱爾的上司，其侄子參戰時被凱爾救過而提拔他當自己的護衛，一向透過戰爭維持職位，反對與中東達成和平。               |
| 喬伊·金 Joey King             | 愛蜜莉·凱爾 Emily Cale        | 凱爾的女兒，勇敢堅強的女孩，在YouTube有自己的頻道。本來因父親失約而陷入緊張關係，但在這次事情中開始改變看法。                    |
| 詹姆士·伍茲 James Woods       | 馬丁·沃克 Martin Walker       | 美國特勤局局長，擔任總統私人護衛長達22年，如今只剩一星期就將退休，但為了替戰死的兒子討回公道而謀劃白宮襲擊。                     |
| 尼可拉斯·萊特 Nicolas Wright  | 唐尼·唐諾森 Donnie Donaldson  | 白宮遊覽導遊，幽默風趣，非常尊敬白宮的各個藝術品。                                                                               |
| 藍斯·瑞迪克 Lance Reddick     | 克夫德將軍 Gen. Caulfield     | 美國陸軍上將，參謀長聯席會議副主席。                                                                                             |
| 瑞秋·拉菲爾 Rachelle Lefevre  | 梅蘭妮·凱爾 Melanie Cale      | 凱爾的前妻，愛蜜莉的母親。 |
| 麥可·墨菲 Michael Murphy      | 艾爾文·哈蒙 Alvin Hammond     | 美國副總統，危機發生時移至升空的空軍一號上指揮行動。                                                                             |
| 傑克·韋伯 Jake Weber          | 泰德·霍普 Ted Hope            | 美國特勤局資深探員，是卡蘿和沃克的多年同事兼摯友。                                                                               |
| 吉米·辛普森 Jimmi Simpson     | 史基普·泰勒 Skip Tyler        | 史坦茲的電腦駭客，曾為美國國家安全局工作，負責入侵總統地堡的高端電腦系統。                                                       |
| 凱文·蘭金 Kevin Rankin        | 卡爾·奇力克 Carl Killick      | 史坦茲的部下，极右翼的迫害份子，負責帶隊看管白宮的人質。                                                                         |
| 佛克·亨謝爾 Falk Hentschel    | 莫茲 Motts                    | 史坦茲的部下，在副領袖鮑比陣亡後頂替其位置，而攻佔白宮僅是為了錢。                                                               |
| 羅曼諾·歐扎瑞 Romano Orzari   | 摩克 Mulcahy                  | 史坦茲的部下之一，負責看守白宮屋頂。                                                                                             |

## 制作
2012年7月在加拿大蒙特利爾開拍。

## 評價
爛番茄新鮮度爲47%，兩位主演合作的喜劇效果獲得好評。評價有：“除了《白宮末日》以外，妳不會找到更多作爲夏季消遣的爆米花電影”，“妳還會在2013年的電影裏找到更多關于此類題材的電影，雖然動作方面不及其他片，但羅蘭·艾默瑞奇卻完美創造了一個類似奧巴馬的總統！”

## 票房
美國首周末收獲2490萬美圓名列第四位，中国大陆首周7天收获1.2亿人民币名列第二，最终累计1.7亿。

## 相似電影
- 《全面攻占：倒數救援》
- 《空軍一號》
- 《全面攻佔2：倫敦救援》